# スピリットサークル
『スピリットサークル』は、水上悟志による日本の漫画作品。『ヤングキングアワーズ』（少年画報社）において、2012年7月号から2016年5月号まで連載された。

## あらすじ
中学2年生の桶屋 風太のクラスに転入生がやってきた。霊が視える風太は、転入生・石神 鉱子にイーストという背後霊が憑いていることに気づく。風太はイーストに話しかけないようにしていたが、その日の放課後、鉱子と別れる際にイーストに話しかけられ、つい返事をしてしまう。風太にイーストが視えていることに気づいた鉱子はそれまでと態度を一変、スピリットサークルで風太を殴りつけ、風太に過去生を見せる。

## 過去生
自身の過去生（いわゆる前世）を視ることができる道具「スピリットサークル」を使い、風太と鉱子はいくつもの過去生を視る。過去生の順序は時代順ではなく、また、視る過去生の順序は風太と鉱子で異なる。以下の過去生の順序は、風太が視た順序である。
第二章「フォン」
靴屋の息子・フォンには小さい頃から精霊の姿が視えていた。ある日、森で精霊たちと会話している姿を薬草を取りに来た少女・レイに見られてしまう。レイはフォンを悪魔と誤解して倒そうとするが、フォンが父の友人の子であると知り、誤解が解ける。フォンが精霊たちに教えてもらった木の実でレイの母の病気は治り、2人は恋仲になる。それから2年後、レイが8年に一度執り行われる護国の儀式の生贄に選ばれてしまう。
第三章「ヴァン」
貴族の長男・ヴァンは幼い頃から騎士に憧れ、騎士団に入団、「黒髪の魔女」討伐で初陣を飾る。しかし、魔女が死に際にぶつけた焼き石で頬に火傷を負い、「呪い」をかけられてしまう。この呪いが元で家は弟が継ぐことになり、騎士団も退団、放浪の旅の果てに辿り着いた岬で暮らし始める。そして数年後、父が死に、弟が家を継いだと町の噂で聞いた頃、ヴァンの元に刺客が現れる。
第四章「フロウ」
港町に海を眺める老人がいた。彼の名はフロウ。町の人からは「スフィンクスさん」と呼ばれていた。フロウは並んで座る少年に、自身の生い立ちを語る。フロウは昔、まだ若かった頃、遠い国へ「スフィンクス」を作りにいった。そこで、土地の所有者のアルボルの娘に出会い・・・
第五章「方太朗」
江戸時代初頭。研師の梶間 方太朗はよく命を狙われる。それは彼が領主の富蘭家の長男だからである。しかし長男と言っても妾の子だった方太朗は、正妻に子が生まれると家督争いを避けるために母と共に城を追われ、研師の祖父の元で暮らしていた。そんな彼の存在を許せなかったのが正妻の子・火次朗である。彼は方太朗が家督を狙っていると疑っていたのだった。ある日、城に幕府の使者がやってくる。
第六章「ラファル」
34世紀。亜生者幽眠管理センター、通称「寝台」。そこでは事故や病気などで肉体を失った人間の脳が保管されている。彼らは亜生者と呼ばれ、電気信号で夢を見ながら生きている。ラファルはここで同僚のラピスらと清掃を行っていた。清掃と言っても、ブラシでケースを磨くだけという単調な仕事にトリップして過去生を観てしまう。
「寝台」に勤めて3年程経った頃、ラファルとラピスは所長・クラーロから2つの質問をされる。
第七章「風子」
昭輪91年の夏休み、桶谷風子は友人たちと登山をしていた。目的は霊峰不二の上空にある巨大空中静止体・通称「不二屋根」の調査である。もっとも、真剣に調査する気だったのは風子だけで、友人たちは調査という名目でキャンプを楽しむ気でいた。キャンプ場までの道のりで、風子に合わせてペースを落としていたコースケは崖の上にロボットのようなものがいるのを見つける。直後にロボットは消えてしまうが、2人はロボットのいた場所へ向かう。そこで見たものは、洞窟とその前で火おこしをしている宇宙人の姿であった。
風太たちの「現代」のパラレルワールドのような過去生（フルトゥナいわく「（風太の主観順序では）座標の時空値がほぼ一致、可能性値のズレだけ」）。
第一章「フルトゥナ」
幼いながらも霊学の天才であったフルトゥナであったが、禁じられた研究に意識無く手を出してしまい師であるレイから破門、霊学をやめるように忠告される。すでにレイを超えていたフルトゥナは独立、「禁じられた研究」の成果である人工精霊・ルンと弟子・イーストと共に霊学を続けていた。しかし、レイが病に伏せた事を知りながらも助ける事が出来ず初めての大きな挫折を味わう。そんなある日、イーストが赤ん坊を拾い、フルトゥナは「コーコ」と名付ける。4人での日々に心を癒され、幸せを感じていたフルトゥナだったが、イーストがレイと同じ病に掛った際に「今度こそ何とかして見せる」と作り上げたスピリットサークルでイーストを霊体の状態で固定してしまい、そのために近隣の霊力炉を破壊するテロを起こしてしまう。
他者の生死に対してあまりにも頓着の無いフルトゥナにコーコはサークルを奪い取って別行動をする。その後もフルトゥナの行動は変わることは無く、学術都市ひとつを死霊兵に換えて居座り「死霊王」と呼ばれるようになる。10年が過ぎ、成長したコーコに殺されそうになったことで漸くレイの言葉の意味に気づいたフルトゥナだったが、今生ではもう手遅れだと考え、コーコと相討ちとなった。

## 登場人物

### 現代
桶屋 風太（おけや ふうた）
主人公。中学2年生の男子生徒。霊感があり、霊が視える。左頬に奇妙な痣がある。鉱子の側にいたイーストに返事をしたことがきっかけでフルトゥナの転生した姿だと鉱子に知られ、命を狙われる。しかし風太自身にはその記憶はほぼなく、フルトゥナのことを知るために自らの意思で過去生を体験する。
過去生の多くがインテリなのに対して勉強も運動も並以下だが、本質的な部分では聡明で自身の過去生たちが体験した人生の意味も察していた。
石神 鉱子（いしがみ こうこ）
ヒロイン。中学2年生の女子生徒。風太のクラスに転校してきた。転校前に事故で額に傷を負い、それを切っ掛けとして過去生のひとつ・コーコの記憶を取り戻した。風太と知り合った時点で4つの過去生を観ていた。フルトゥナの転生体である風太を殺すことを目的としていたが、最終的に過去生から解き放たれる。再び転校することになるが、風太に東大に行くことと再会を約束したキスと共に去っていった。
イースト
鉱子の背後霊。
ルン
風太の背後霊。
高山 大樹（たかやま だいき）
中学2年生の男子生徒。あだ名はダイキ。風太いわく「見るからに優しそうな奴」。
真城 鉄馬（ましろ てつま）
中学2年生の男子生徒。あだ名はテツ。風太いわく「拳法とかやっててすげー強い」。風太の霊感を信じない。
野々村 雅火（ののむら みやび）
中学2年生の女子生徒。あだ名はノノ。風太に恋愛感情を持つ。
海島 水乃（うみしま みずの）
中学2年生の女子生徒。あだ名はウミ。テツとは親戚で兄妹のような仲。身体は大きくはないが、テツと同じ道場に通っており、腕っぷしは風太より上。
桶屋 桃吉（おけや とうきち）
風太の父。いわゆる「中二病な物」にあこがれている節があり、風太の霊感に勝手に名前を付けていた。過去生のひとつはフロウを引き取った工房の親方だった。
桶屋 砂和（おけや さわ）
風太の母。作中の時間軸では子供を身籠っている。過去生のひとつは方太朗や璃浜の乳母だった。
レイカ、シンイチ
風太の弟妹。フルトゥナの未来視によると死産となるはずだったが、無事に生まれてくる。シンイチは当初「シンジ」と名付けられる予定だったが風太からの進言で改められた。レイとアッシュ（フランベ、ヴァンの弟、火次朗）の転生体。
吾妻（あづま）
風太たちの担任教師。過去生の繋がりからか、ダイキと仲が良い。
鉱子の父親
鉱子とは2人暮らし。過去生はフォンの父親やヴァンの先輩など風太とも少なからぬ縁がある。
スパスシフィカ
いくつかの章で現れる霊的存在。フルトゥナは「星霊」と呼んでおり、地球という「星その物の霊」で、神ではないが、かなりの力を持つ存在。フルトゥナにスピリットサークルを引き渡すよう要求した他、32世紀では「寝台」職員に対して問いかけをしている。風太は2つのサークル譲渡と引き換えにイースト、ルンを人間に転生させるよう依頼した。
四つ柱の存在
1000兆単位の宇宙を管理する存在。地・水・火・風といった四大元素に象徴される存在が、輪廻を通じて自身の子である魂の研磨を行っている。
「異種混ぜ学者僧侶、白神の子」や「星砕きの能力者」といった作者の別作品とも繋がっていると思しき会話があった。

### 第二章「フォン」
フォン
靴屋の息子。風太の過去生。精霊の姿を視ることができ、護国の儀式が無駄であると知っている。レイが儀式の生贄に選ばれたことが受け入れられず、儀式当日に神官を襲って彼女を助けようとするが間に合わず、自身も神官に首をはねられ死亡する。
ストナ
神官の娘。鉱子の過去生。精霊の姿を視ることができ、神官一族の歴史も閲覧したため護国の儀式が無意味であると知っている。フォンの乱入で揺らいだ儀式の正当性を維持すべく自ら生贄にもなる決意をするが、これを切っ掛けに蜂起した者たちに一族皆殺しとなる。皮肉にも神官たちの血はフォンの墓に捧げられた。
レイ
フォンの恋人。護国の儀式の生贄に選ばれ、心臓を抜かれて死亡する。

### 第三章「ヴァン」
ヴァン＝フランティア
貴族の長男。風太の過去生。騎士に憧れて騎士になるが、初陣での火傷が元で全てを失い、半年間の放浪の果てに辿り着いた岬で暮らし始める。ひょんなことから知り合ったスティールやグラス・シエロと共に暮らす。スティールとグラスが死に、シエロも出て行ったあと、家の門前に捨てられていた赤ん坊を拾って育て「レイ」と名付ける。年頃になったレイの婿候補としてレイと共にシエロの住む村に向かうが、村に着く寸前に転んで頭を打ち亡くなった。
黒髪の魔女
鉱子の過去生。教会から騎士団に討伐依頼が出され、ヴァンに胸を一突きにされて死亡する。死の間際にヴァンの頬に焼き石をぶつけて火傷を負わせ、彼の人生を狂わせた。
実は魔女ではなく「ただの薬草師」で、村の流行病を治すための薬を作っていた。村人が教会よりも彼女を頼っていたため、教会に疎まれて魔女として討伐依頼が出されていた。
スティール
殺し屋。テツの過去生。ヴァンの弟に依頼されてヴァンを殺しに来るが、ヴァンに用心棒として雇われる。数年後、街で酔って起こしたケンカで死亡。
グラス
遍歴説教師（非公認）。ダイキの過去生。数年後、酔って井戸に落ち、溺れて死亡。
シエロ
グラスの弟子。吾妻先生の過去生。師匠含めて呑んだくれな3人に呆れつつも、生活面の統括をしていた。グラスが死んだことで故郷に帰る。帰郷したあとは正式な牧師になった。
レイ
ヴァンの養女。第二章のレイの転生体。スティールら3人との共同生活が終わった後、ヴァンの家の前に捨てられていた。ヴァンの死後はシエロの村で暮らした（結婚したかどうかは不明）。
ヴァンの弟
追放されたヴァンに代わってフランティア家を継いだが、騎乗して散歩中に落馬。以降言動が怪しくなり、自ら屋敷に火を放った。方太朗が幻視した過去生ではヴァンに対してただならぬコンプレックスがあった模様。フランベの転生体。
ヴァンの先輩
ヴァンの初任務に同行した先輩騎士。ヴァンの父とも付き合いが長く、追放されたヴァンに父親から託された金貨を渡した。フォンの父親の転生体。

### 第四章「フロウ」
フロウ
ギリシア植民都市の工房で働く職人。風太の過去生。アルボルの依頼でスフィンクス像を建造するが、仕上がりが気に入らず心残りとなる。町へ帰ってからは現物を知らない町の住人から「スフィンクスさん」と呼ばれるようになるが、前述の通り出来が気に入らなかったため始終仏頂面を晒すようになる。彼が作ったスフィンクスは砂に埋もれていたのが34世紀に発掘されてニュースとなった。
ロカ
アルボルの娘で占い師。鉱子の過去生。過去生をある程度把握しており、フロウとの因果を断つべく行動していたが明確な結論が出ないまま別れる。その後アルボルの教育普及の政策を危険視したファラオの命で領民も含めて反逆の咎で処刑された。
リハネラ
ウミの過去生。町の有力者の娘でフロウと結婚する。町の人間がスフィンクスさんと呼ぶフロウを彼女だけが名前で呼んでいたが、病死した。彼の心残りを誤解していた。
クティノス
テツの過去生。リハネラの家の奴隷。フロウが町に帰り、リハネラとの縁談が纏まった際、アルボルから貰った装飾品で自分自身を買い取り自由の身となり町を出る。その後はコロセウムの剣闘士や軍事顧問をしていたが、数十年後に町を訪れた際にリハネラの墓参りをしたあと、フロウに「また来世」と挨拶して去って行った。
アルボル
ダイキの過去生。エジプトの小領主。領民全てに教育を施すことを志し、その象徴となる「スフィンクス像」の建造をフロウの工房に依頼した。フロウが作ったスフィンクスは当人の気持ちを余所にアルボルを始めとした現地の住民たちには大絶賛される。
ハラーラ
ノノの過去生。アルボルの領地にある労働者村の住民。後にラファルが幻視した過去生では、フロウが作ったスフインクスを見て「みんなが気を抜いて楽しめるものを作りたい」と語っていた。
フロウの息子
リハネラとの間に生まれたが物心ついて以来、父の笑顔を見たことが無かった。母の死にも動じない父に反抗して町を出て行くが、フロウが亡くなる前日に子供（フロウの孫）を連れて帰ってくる。
少年
海を眺めていたフロウに話しかけ、彼の昔話を聞いた。フロウは町の子だと思っていたが、実は父親（フロウの息子）に連れられて町を訪れたフロウの孫だった。

### 第五章「方太朗」
梶間 方太朗（かじま ほうたろう）
富蘭家に懇意にされている研師。風太の過去生。実は研師の娘だった母に当主が手をつけて生まれた長男。正室の子である火次朗が生まれたため、城から出されて育つ。徳川との戦を始めた城から璃浜を連れ出すが、追って来た岩菜との壮絶な斬り合いで左手・右足を失う。はぐれた刃九狼たちとの待ち合わせ場所に向かい2人が辿り着いていたことを知るが負っていた傷が元で亡くなった。しばらく霊の状態で死んだ場所に残っていたが、自分を成仏させようとする和尚に「最期の一杯」をすすめ、待っていた岩菜とともに来世に旅立つ。
岩菜（いわな）
幕府の使者。鉱子の過去生。元は小国の姫だったが、家は戦で潰され自身は忍びとして育つ。富蘭家への調略を行い城を脱出した璃浜を追うが、立ちはだかる方太朗との壮絶な斬り合いで右手・左足を失う。方太朗に付き合って寺を抜け出し、同様に傷が悪化して亡くなる。
刃九狼（じんくろう）
忍。テツの過去生。璃浜に雇われて方太朗の護衛をする。璃浜とは相思相愛で方太朗からも仲を認められる。
璃浜（りはま）
富蘭家の姫。方太朗の異母妹。ウミの過去生。刃九狼とは相思相愛で城から脱出したのち結ばれた。テツとウミは2人の子孫でもある。
富蘭 火次朗（ふらん かじろう）
富蘭家次期当主。方太朗の異母弟。自身の名の「次」の字が大っ嫌い。第三章のヴァンの弟の転生体。
大林雷太（おおばやし らいた）
富蘭家の家臣。火次朗に命じられて方太朗を斬りにきたが、璃浜に命じられて剣術を教えることになる剣術バカ。富蘭家が潰された際には追手を足止めするために残り討ち死。亡霊は現代までさまよい続けていた。
朱里（あかり）
戦災孤児。片方の手足を失い、土砂崩れに巻き込まれた方太朗と岩菜を見つける。2人に懐き、親になってくれると聞いた時には喜んだ。ノノの過去生。
和尚
朱里と共に行き倒れていた方太朗と岩菜を拾った寺の住職。死に損なった2人に朱里の二親になれと諭した。ラファルが幻視した過去生では自身が酔いつぶれている間に寺を抜け出した二人を止められなかった悔恨から死んだ場所に残っていた方太朗の霊を成仏させようと努力していたが、方太朗から差し出された徳利を「生涯最後の一杯」と飲み干した。ダイキの過去生。

### 第六章「ラファル」
ラファル
風太の過去生。亜生者幽眠管理センター、通称「寝台」の職員。アリオーンのテロに遭った際のケガで左手・右足が義手・義足。ラピスと共にタリオから所長の任を引き継ぐが、亜生者が命の循環を妨げているという結論に達し、1億人におよぶ亜生者の生命維持を停止した。
ラピス
鉱子の過去生。「寝台」の職員。マッドサイエンティストだった父親の実験の結果、右手・左足が義手・義足。ラファルと共にタリオから所長の任を引き継ぐ。同時に引き継いだカロルを育てるためにラファルと結婚した。友人としてならともかく、結婚相手としてラファルはまったく好みじゃなかったそうだが、カロルを通して家族としての繋がりは感じていた。亜生者の処遇に関して相談なしに行動したラファルと対立した。
クラーロ
「寝台」の所長。病死した。実は遺伝子改変した娘・カロルをもうけていたマッドサイエンティスト。吾妻の過去生。
タリオ
「寝台」の職員。下戸。クラーロの後を継いで所長となる。所長となる条件を果たしたラファル、ラピスに歴代の所長だけに伝えられた事実を申し送りした。事故死して亜生者となる。ダイキの過去生。
カロル
「寝台」の地下で冷凍睡眠していた子供。クラーロの娘で、法律で禁止された「遺伝子改変」を受けた超人類だが、特殊な病気を発症。治療する薬品が完成するまで冷凍されていた。クラーロから引き継いだタリオが治療薬を完成させ解凍・蘇生に入るが、その途中で事故死したため、ラファルとラピスが引き継ぎ家族として引き取る。研究テーマは「タイムマシン」。ノノの過去生。
ネコロボ
この時代に流行したアニメのキャラクター（ネメス頭巾とアンクをもつネコ）をモデルに作られたロボット。製作者はカロル。独立したシステムと所長権限をもち、激した時限定で高い機動力を発揮する。寝台を停止させようとするラファルとそれを止めさせようとするラピスの対立を止めようとした際に受けた銃撃で破損する。実はカロルが作ったタイムマシンの試験探査機でもあり、修理された姿が風子とコースケに目撃されている。

エリヤ
「寝台」の職員。カロルの彼氏。過去生のひとつではフロウの息子だった。
アッシュ
ラファルとは同じ孤児院にいた男。テロ集団「アリオーン（世間からは「アリオン」と呼ばれている）」に所属するが、組織のあり方に疑問を感じている。組織が開発している「ブラックホール爆弾」の実験を阻止しようとしており、ラファルから歴代所長の開発した火器を譲られるが作戦は失敗。ラファルたちのいた「寝台」を巻き込む事故を起こした。火次朗の転生体。
トール、タカ、クレオ
「寝台」の職員。過去生のひとつではフロウの工房の仲間だった。
アイゼン、リフル
両親が留守がちなラファルの面倒を見ていたおじさんとその娘。アリオーンのテロからラファルを庇い、亜生者となる。テツとウミの過去生。
アビブ、カイツ、スターブ、ホレフ
ラファル、ラピス以外の各国にある「寝台」所長たち。ラファルからの提案に賛同して自国の寝台機能停止を行った。フルトゥナと対立した霊学者たちの転生体。

### 第七章「風子」
桶谷　風子（おけや　ふうこ）
風太の過去生で、女性。正体不明の不二屋根に強い関心を持つ。登山の途中、宇宙人に謎の虫取り網を渡される。
石神井　（しゃくじい）
鉱子の過去生で、背の高い男性。額に傷跡はあるが一本傷で十字傷ではない。下の名前は不明だが、仲間達からは「コースケ」と呼ばれている。登山の途中、風子と共に宇宙人に遭遇した際に額の傷跡を消去される。
野々宮　（ののみや）
ノノの過去生で、背の高い男性。「ノン」と呼ばれる。風子に告白した。
テンコ
テツの過去生。女性。
タエ
ダイキの過去生。女性。
ウミの過去生
名前は不明。
宇宙人
グレイ型とタコ型の二人。本当の姿では無いらしい。風子とコースケに会い、風子には謎の虫網を渡しコースケの傷跡を消したあと、記憶を消す。

### 第一章「フルトゥナ」
フルトゥナ
風太の過去生。スピリットサークルを創り出した当人であり霊学の天才だが、同時に他人の命の大切さといったものを全く理解できない精神的欠落を持つ。
イーストを救うためにスピリットサークルで街の霊力をかき集め、霊力炉の爆発を引き起こして指名手配されるが、死霊兵を操り逆に都市を壊滅させて死霊王と呼ばれるようになる。
コーコと相討ちとなって死亡するが、転生せずに未来生である風太の身体を乗っ取る。鉱子との戦いの最中サークルを奪い返して宇宙との一体化を成し遂げようとするが、宇宙人からもらった虫取り網「ソウルキャッチャー」と風太を含めた過去生（フルトゥナにとっては「未来生」）によって封じられる。転生ではなく、「自身によるやり直し」に拘泥していたが輪廻に還り、風太へと続く魂の旅に出る。
ルン
人工精霊。フルトゥナの魂を通した霊次元から意識を形成しているためか、フルトゥナと同じく他者の命に頓着がない。
イースト
フルトゥナの子供の頃のからの友人。霊学の才能には乏しかったが、フルトゥナに憧れて弟子入りをする。パンを焼くのが得意。
後にレイと同じ病にかかり、スピリットサークルを使って霊体に転移される。
コーコ
鉱子の過去生。赤ん坊の頃に拾われイースト、フルトゥナ、ルンに育てられる。
死霊王となったフルトゥナを討伐しに向かうことで英雄と呼ばれるようになる。
レイ
街随一の霊学者。フルトゥナを弟子に取るが彼が魔道である人工精霊の研究に手を出したため破門にする。
後に病死。彼女の病気を治療できなかったことはフルトゥナに大きな影響を及ぼす。
フランベ
レイから霊学を学んでいる、フルトゥナの兄弟子。年下でなおかつ後から入ったフルトゥナに追い抜かれる。フルトゥナと戦うためとはいえ、最後には同じ人工精霊に手を出したことから自殺した。このことがヴァンの弟、そして火次朗、アッシュへと続く因縁となる。

## 用語
スピリットサークル
過去生を視ることができる道具。過去生を視た数だけサークルの火が増える。
フルトゥナによると完全無属性の万能霊素によって出来た「次元干渉環」。霊素を吸収する事で霊体を切り裂く武器から、死霊兵の生成、宇宙の全てをエネルギーに変換して自身に集めること（宇宙との同一化）も可能。
転生（てんせい）
人生を終えた人物の魂が別の人物に生まれ変わること。作中では観る者の主観から前の人生を「過去生」後の人生を「未来生」と呼んでいる。フルトゥナによると現世とは川の流れのような物で、人間の人生とは流れに身を任せて浮かんでいる状態。人生を終えるのは魂が川岸に上がることを指す。その後、魂は新たな転生先を探してそのまま未来に向かうこともあれば過去に遡ることもあり、同じ時代に同一の魂を持つ人間が存在することもあるという。
作中ではラファルが、死なずに眠り続ける亜生者の存在が魂を縛り付けて生まれてくる者を減らしていると考えていたが、これもフルトゥナに言わせると単に転生する魂たちにとって「人気のない時代」というだけだった。

## 書籍情報
- 水上悟志 『スピリットサークル』 少年画報社〈ヤングキングコミックス〉、全6巻
  1. 2012年12月24日初版発行（2012年12月10日発売）、ISBN 978-4-7859-3983-0
  2. 2013年8月13日初版発行（2013年7月30日発売）、ISBN 978-4-7859-5097-2
  3. 2014年4月17日初版発行（2014年4月3日発売）、ISBN 978-4-7859-5255-6
  4. 2014年12月13日初版発行（2014年11月29日発売）、ISBN 978-4-7859-5433-8
  5. 2015年9月12日初版発行（2015年8月29日発売）、ISBN 978-4-7859-5433-8
  6. 2016年6月24日初版発行（2016年6月10日発売）、ISBN 978-4-7859-5793-3